# Transmissão Paulista
Companhia de Transmissão de Energia Eletrica Paulista ou Transmissão Paulista est une entreprise brésilienne faisant partie du réseau de transport d’électricité de l'État brésilien de São Paulo. La société transporte l’électricité générée par CESP, CGEEP, et Companhia de Geração de Energia Eletrica Tiete.